# Andre Wakefield
Andre Wakefield (Chicago, Illinois, 11 de enero de 1955) es un exjugador de baloncesto estadounidense que disputó dos temporadas en la NBA. Con 1,91 metros de estatura, jugaba en la posición de base.

## Trayectoria deportiva

### Universidad
Tras pasar por el College of Southern Idaho, jugó durante dos temporadas con los Ramblers de la Universidad Loyola Chicago, en las que promedió 15,2 puntos y 4,6 rebotes por partido. En su última temporada fue el líder del equipo en anotación y en asistencias, con 459 y 140, respectivamente.

### Profesional
Fue elegido en el puesto 107 del Draft de la NBA de 1978 por Phoenix Suns, pero fue despedido antes del comienzo de la temporada, fichando entonces por los Chicago Bulls, donde únicamente jugó dos partidos, en los que no llegó a anotar ningún punto. antes de ser despedido.
Una semana después fichó como agente libre por los Detroit Pistons, donde tuvo continuidad el resto de la temporada, aunque jugando como última opción en el puesto de base. Acabó promediando 2,4 puntos y 1,1 rebotes por partido.
Al año siguiente fichó por los Utah Jazz, pero tras 8 partidos en los que promedió 1,9 puntos, fue nuevamente despedido, retirándose del baloncesto en activo.

## Estadísticas de su carrera en la NBA

### Temporada regular
| Temporada | Edad | Equipo          | Liga | P  | TIT | MIN | TC  | TCA | %TC  | 3P  | 3PA | %3P | TL  | TLA | %TL   | R.OF. | R.DEF. | REB | ASIS | ROB | TAP | PER | FP  | PTS |
| 1978-79   | 24   | TOTAL           | NBA  | 73 |     | 8.0 | 0.8 | 2.4 | .350 |     |     |     | 0.7 | 0.9 | .696  | 0.3   | 0.7    | 1.0 | 1.0  | 0.3 | 0.0 | 1.0 | 1.0 | 2.4 |
| 1978-79   | 24   | Chicago Bulls   | NBA  | 2  |     | 4.0 | 0.0 | 0.5 | .000 |     |     |     | 0.0 | 0.0 |       | 0.0   | 0.0    | 0.0 | 0.5  | 0.0 | 0.0 | 1.0 | 1.0 | 0.0 |
| 1978-79   | 24   | Detroit Pistons | NBA  | 71 |     | 8.1 | 0.9 | 2.5 | .352 |     |     |     | 0.7 | 1.0 | .696  | 0.4   | 0.7    | 1.1 | 1.0  | 0.3 | 0.0 | 1.0 | 1.0 | 2.4 |
| 1979-80   | 25   | Utah Jazz       | NBA  | 8  |     | 5.9 | 0.8 | 1.9 | .400 | 0.0 | 0.0 |     | 0.4 | 0.4 | 1.000 | 0.0   | 0.5    | 0.5 | 0.4  | 0.1 | 0.0 | 1.0 | 1.6 | 1.9 |
| Total     |      |                 | NBA  | 81 |     | 7.8 | 0.8 | 2.4 | .354 | 0.0 | 0.0 |     | 0.6 | 0.9 | .708  | 0.3   | 0.7    | 1.0 | 0.9  | 0.2 | 0.0 | 1.0 | 1.0 | 2.3 |